# Буковица (Хърватия)
Буковица (на хърватски: Bukovica) е историко-географска област в Хърватия, северна Далмация.

## География
Буковица е малък район на около 250-300 м над морското равнище. Представлява плато между градовете Бенковац, Обровац и Книн. Южната ѝ граница е очертана от железопътния път Задар-Книн. Предполага се, че получава името си от тукашните гъсти букови гори, покривали района до XVII в., когато венецианците ги изсичат в по-голямата им част и ги извозват във Венеция, където ги използват в строителството.

## Климат
В района на Буковица се усеща влиянието на континенталния и средиземноморския климат. Зимите са студени с чести ветрове. Силният, поривист и сух бора нахлува от север и северозапад като времето при него остава ясно докато южните ветрове най-често носят влага и киша, въпреки че се случва да бъдат и сухи и тогава увреждат земеделските култури.